# Greg de Vries
Greg de Vries (né le 4 janvier 1973 à Sundridge, dans la province de l'Ontario au Canada) est un joueur professionnel de hockey sur glace.

## Carrière
Après avoir joué son hockey de niveau midget et junior B dans la province de l'Ontario, il joint les rangs des Falcons de Bowling Green où il joue durant la saison 1991-92. La saison suivante il retourne en Ontario et évolue avec le Thunder de Niagara Falls dans la Ligue de hockey de l'Ontario. Il y reste jusqu'en 1994.
N'ayant pas été retenu par une équipe de la LNH lors de son admissibilité au repêchage d'entrée il continue dans la LHO en 1993-1994 avant de se voir offrir un contrat par les Oilers d'Edmonton en mars 1994. Il passe alors professionnel et se joint au Oilers du Cap-Breton, le club-école d'Edmonton dans la Ligue américaine de hockey. Il joue la saison 1994-1995 au complet avec l'équipe du Cap-Breton avant d'avoir la chance, la saison suivante, de faire ses premiers pas dans la LNH.
Le 1er octobre 1998, les Oilers l'échangent avec Éric Fichaud et Drake Berehowsky aux Predators de Nashville en retour de Mikhail Shtalenkov et de Jim Dowd. Il ne joue que 6 parties avec Nashville avant de passer aux mains de l'Avalanche du Colorado en retour d'un choix de deuxième tour au repêchage de 1999 (Ed Hill). Dès son arrivée au Colorado, il est utilisé à plein temps et aide l'équipe à obtenir le titre de la division nord-ouest.
En 2000-2001, il obtient 17 points et l'Avalanche remporte le trophée du président avec une récolte de 52 victoires et 118 points, ce qui égale le record pour la meilleure saison de l'équipe. La saison de rêve du Colorado ne prit fin que lorsqu'il soulève la Coupe Stanley au mois de juin.
Greg de Vries joue encore deux saisons avec l'équipe avant de signer à titre d'agent libre avec les Rangers de New York à l'été 2003. Il ne joue cependant que 53 parties avec la formation du Big apple avant d'être échangé aux Sénateurs d'Ottawa en retour de Karel Rachunek et d'Alexandre Giroux. Une fois encore, il ne prend part qu'à 13 matchs avec les Sens.
Le défenseur ne joue pour aucune équipe lors du « lock-out » que la LNH connait en 2004-2005. Avant le début de la saison 2005-2006, les Sénateurs l'envoient aux Thrashers d'Atlanta en compagnie de Marián Hossa, en retour, Atlanta cède le jeune Dany Heatley. Dès sa première saison pour l'équipe de la Géorgie, il connait des sommets personnel avec une récolte de 35 points en 82 matchs, sa meilleure performance en carrière. Il aide également les Thrashers à atteindre pour la première fois de leur histoire les séries éliminatoires de la LNH, mais ils s'inclinent alors en quatre rencontres par les Rangers de New York.
À l'été 2007, Greg de Vries signe un contrat à titre d'agent libre avec les Predators de Nashville. Il dispute deux saisons avec ceux-ci avant de se retirer de la compétition

## Statistiques
| Saison     | Équipe                   | Ligue      |     | Saison régulière | Saison régulière | Saison régulière | Saison régulière | Saison régulière | Saison régulière |   | Séries éliminatoires | Séries éliminatoires | Séries éliminatoires | Séries éliminatoires | Séries éliminatoires | Séries éliminatoires |
| Saison     | Équipe                   | Ligue      | PJ  | B                | A                | Pts              | Pun              | +/-              | PJ               | B | A                    | Pts                  | Pun                  | +/-                  |                      |                      |
| 1991-1992  | Bowling Green Falcons    | CCHA       | 24  | 0                | 3                | 3                | 20               | --               | —                | — | —                    | —                    | —                    | —                    |                      |                      |
| 1992-1993  | Thunder de Niagara Falls | LHO        | 62  | 3                | 23               | 26               | 86               | --               | 4                | 0 | 1                    | 1                    | 6                    | --                   |                      |                      |
| 1993-1994  | Thunder de Niagara Falls | LHO        | 64  | 5                | 40               | 45               | 135              | --               | —                | — | —                    | —                    | —                    | —                    |                      |                      |
| 1993-1994  | Oilers du Cap-Breton     | LAH        | 9   | 0                | 0                | 0                | 11               | --               | 1                | 0 | 0                    | 0                    | 0                    | 0                    |                      |                      |
| 1994-1995  | Oilers du Cap-Breton     | LAH        | 77  | 5                | 19               | 24               | 68               | --               | —                | — | —                    | —                    | —                    | —                    |                      |                      |
| 1995-1996  | Oilers d'Edmonton        | LNH        | 13  | 1                | 1                | 2                | 12               | -2               | —                | — | —                    | —                    | —                    | —                    |                      |                      |
| 1995-1996  | Oilers du Cap-Breton     | LAH        | 58  | 9                | 30               | 39               | 174              | --               | —                | — | —                    | —                    | —                    | —                    |                      |                      |
| 1996-1997  | Oilers d'Edmonton        | LNH        | 37  | 0                | 4                | 4                | 52               | -2               | 12               | 0 | 1                    | 1                    | 8                    | 4                    |                      |                      |
| 1996-1997  | Bulldogs de Hamilton     | LAH        | 34  | 4                | 14               | 18               | 26               | --               | —                | — | —                    | —                    | —                    | —                    |                      |                      |
| 1997-1998  | Oilers d'Edmonton        | LNH        | 65  | 7                | 4                | 11               | 80               | -17              | 7                | 0 | 0                    | 0                    | 21                   | -4                   |                      |                      |
| 1998-1999  | Predators de Nashville   | LNH        | 6   | 0                | 0                | 0                | 4                | -4               | —                | — | —                    | —                    | —                    | —                    |                      |                      |
| 1998-1999  | Avalanche du Colorado    | LNH        | 67  | 1                | 3                | 4                | 60               | -3               | 19               | 0 | 2                    | 2                    | 22                   | 3                    |                      |                      |
| 1999-2000  | Avalanche du Colorado    | LNH        | 69  | 2                | 7                | 9                | 73               | -7               | 5                | 0 | 0                    | 0                    | 4                    | 2                    |                      |                      |
| 2000-2001  | Avalanche du Colorado    | LNH        | 79  | 5                | 12               | 17               | 51               | 23               | 23               | 0 | 1                    | 1                    | 20                   | 5                    |                      |                      |
| 2001-2002  | Avalanche du Colorado    | LNH        | 82  | 8                | 12               | 20               | 57               | 18               | 21               | 4 | 9                    | 13                   | 2                    | 1                    |                      |                      |
| 2002-2003  | Avalanche du Colorado    | LNH        | 82  | 6                | 26               | 32               | 70               | 15               | 7                | 2 | 0                    | 2                    | 0                    | 2                    |                      |                      |
| 2003-2004  | Rangers de New York      | LNH        | 53  | 3                | 12               | 15               | 37               | 12               | —                | — | —                    | —                    | —                    | —                    |                      |                      |
| 2003-2004  | Sénateurs d'Ottawa       | LNH        | 13  | 0                | 1                | 1                | 6                | 0                | 7                | 0 | 1                    | 1                    | 8                    | -2                   |                      |                      |
| 2005-2006  | Thrashers d'Atlanta      | LNH        | 82  | 7                | 28               | 35               | 76               | 1                | —                | — | —                    | —                    | —                    | —                    |                      |                      |
| 2006-2007  | Thrashers d'Atlanta      | LNH        | 82  | 3                | 21               | 24               | 66               | -3               | 4                | 1 | 0                    | 1                    | 9                    | -2                   |                      |                      |
| 2007-2008  | Predators de Nashville   | LNH        | 77  | 4                | 11               | 15               | 71               | 7                | 6                | 1 | 0                    | 1                    | 2                    | -2                   |                      |                      |
| 2008-2009  | Predators de Nashville   | LNH        | 71  | 1                | 4                | 5                | 65               | -15              | —                | — | —                    | —                    | —                    | —                    |                      |                      |
| Totaux LNH | Totaux LNH               | Totaux LNH | 878 | 48               | 146              | 194              | 780              | 23               | 111              | 8 | 14                   | 22                   | 91                   | 7                    |                      |                      |

## Honneurs et trophées
- Vainqueur de la Coupe Stanley en 2001

## Transactions en carrière
- 20 mars 1994 : signe à titre d'agent libre avec les Oilers d'Edmonton.
- 1er octobre 1998 : échangé aux Predators de Nashville avec Éric Fichaud et Drake Berehowsky en retour de Mikhaïl Chtalenkov et Jim Dowd.
- 24 octobre 1998 : Échangé à l'Avalanche du Colorado en retour du choix de deuxième ronde de l'Avalanche au repêchage de 1999 (Ed Hill).
- 14 juillet 2003 : signe à titre d'agent libre avec les Rangers de New York.
- 9 mars 2004 : échangé aux Sénateurs d'Ottawa en retour de Karel Rachůnek et d'Alexandre Giroux.
- 23 août 2005 : échangé aux Thrashers d'Atlanta avec Marián Hossa en retour de Dany Heatley.
- 2 juillet 2007 : signe à titre d'agent libre avec les Predators de Nashville.